# Nu är våren kommen
Nu är våren kommen eller Vår på Saltkråkan är en barnsång med text skriven av Astrid Lindgren och med musik av Ulf Björlin.  

## Publikation
- Smått å Gott, 1977

## Inspelningar
En tidig inspelning gjordes 1965, och gavs ut på skiva 1970. Sången finns också inspelad av Wooffisarna & Lill-Babs, och gavs ut på skivalbumet Wooffisarna & Lill-Babs 1980.